# Jan Sobol
Jan Sobol, češki rokometaš, * 22. maj 1984.
Leta 2010 je na evropskem rokometnem prvenstvu s češko reprezentanco osvojil 8. mesto.